# Публий Мелий Капитолин
Публий Мелий Капитолин (лат.  Publius Maelius Capitolinus; V—IV века до н. э.) — римский политический деятель из патрицианского рода Мелиев, военный трибун с консульской властью 400 и 396 годов до н. э. Известно, что его отец и дед носили преномены Спурий и Гай соответственно. Антиковеды полагают, что Спурий — это всадник, убитый в 439 году до н. э. из-за подозрений в стремлении к тирании. Когномен Капитолин мог указывать на есто жительства рядом с Капитолием.
О деятельности Публия Мелия на своём посту источники ничего не сообщают. Во время его второго трибуната был назначен диктатор Марк Фурий Камилл, взявший Вейи.